# 張夢機
張夢機（1941年9月13日—2010年8月12日），籍貫湖南永綏縣，出生於四川成都市，台灣當代古典詩人。張氏精於杜詩，曾任教國立臺灣師範大學、文化大學、淡江大學、東吳大學、國立高雄師範大學、國立成功大學、國立中興大學等校，在國立中央大學任教二十餘年。

## 生平

### 家世
張夢機祖籍為湖南省永綏縣，家中世代務農。其父張廷能畢業於筧橋中央航空學校第三期，八年抗戰期間，隨國民政府遷都，攜家移居四川，而後奉派赴美受訓。其母李敬宜出身於湖南省石門縣世家，外祖父李懋吾與黃興交情甚篤，為當地士紳。

### 童年時期
張夢機1941年出生於成都。出生時，外祖母夢見飛機在天的景象，因以為名。抗日戰爭結束後，1946年，張廷能自美國學成歸國，奉派至南京空軍訓練部擔任教官。舉家遷至南京，張夢機與兄張克地乃於南京就讀小學。而張氏自幼受母親教導，背誦古典詩詞，開啟學習古典詩途徑。
1948年，國民政府在國共內戰中節節敗退，張夢機隨家遷至臺灣，當年11月入住高雄縣岡山鎮阿公店溪畔的空軍眷村勵志村。與長兄及眷村少年宋定西、傅丙仁、劉鉞、李芳崙、陳灝、畢國璋、蘇人俊等過從來往。

### 青年時期
張夢機就讀省立岡山高中時期，為學校體育校隊，擅長拳擊、籃球。課餘受父執輩鄒滌暄啟蒙，學習詩法。此時期，由其母引導接受基督教信仰。
1960年，張夢機考入台灣省立師範大學體育學系就讀，經常於校刊發表古典詩作，受到國文學系師長矚目。大三之時，國文系主任林尹鼓勵其報考國文研究所，張夢機跨修許多國文系課程，入李漁叔教授門下學詩，由揣摩李商隱詩入手。同時也受詩人吳萬谷、詞家江絜生指導。
大學畢業後曾任教於惇敘中學。1968年考入台灣師大國文研究所後，課業之餘則於德明行政專校任教，擔任體育組長。由李漁叔指導，1969年，以《近體詩發凡》獲得文學碩士學位，受聘為師大國文系兼任講師，1970年與田素蘭結縭。1972年受聘為講師，隔年又考入台灣師大國文研究所博士班，由高明、鄭騫指導，教學與課業之外也指導南廬吟社創作組作詩。1981年以《詞律探原》獲得國家文學博士學位。

### 任教與研究
舊日台灣師大國文系師資皆由助教逐步昇等；讀博士學位者，必須辭去助教職務，形同無法在國文系任教。。張夢機於是離開國文系教職，轉而受聘其他中文系，就讀博士班學位期間，曾輾轉兼任於中國文化大學、淡江大學、東吳大學、國立高雄師範大學等校，最後受聘於國立中央大學中國文學系。開設詩學研究、文學研究等課程。歷年來指導博碩士論文共34本，主要集中在古典詩詞領域。
余傳韜擔任中央大學校長時，聘任張氏為總務長、主任秘書等職務。在行政職務、教學、研究之外，也曾擔任中國古典研究會第三任理事長。
1990年擔任中大中文系系主任，未幾，妻子田素蘭因賁門癌而過世。張夢機原有高血壓宿疾，1991年於醫院探視兄長時中風，因養病而遷居臺北縣新店市安坑玫瑰中國城，居所名為「藥樓」。

### 中風之後
張夢機中風之後，經過調養，仍繼續任教於中大中文系，選課的學生前往新店居所上課。1999年7月退休，仍持續於中大中文系兼任課程直至去世。病後在顏崑陽等至友的鼓勵下，恢復創作，中風後累積篇章達一千餘首。 此外，與台灣古典詩壇仍持續維持密切的互動，擔任各項古典詩比賽的詞宗。
2010年中，台師大退休教授汪中、王更生相繼辭世，張夢機聞訊頗有感觸，8月間因微恙入院，至8月12日逝世。

### 身後
張夢機過世後，由中大中文系辦理治喪事宜，9月2日於台北市立第二殯儀館舉辦追思會，並出版《歌哭紅塵間－詩人張夢機教授紀念文集》。《文訊雜誌》也於9月刊出張夢機紀念專輯。
2014年中興大學中文系主辦「張夢機教授紀念學術研討會」。

## 詩壇經歷與成就
張夢機自青少年習詩，一生創作古典詩歌不輟，現所見作品遠超過1600首。顏崑陽認為張夢機詩作約略可分三個時期，早期從學習晚唐李商隱詩入手，所謂「得其麗辭幽意，靈變有則之體」。中期則能掌握杜甫沉鬱頓挫的風格，又受宋朝江西詩派黃庭堅、陳師道清勁風格的影響，並參酌清代同光體的瘦硬之風，其中受到陳三立的影響較大。晚期因中風之後，詩歌風格有巨大改變，作品隨境遇、懷抱、日常生活所見自然而出，逐漸抿除各種風格取徑。 由於早年受鄒滌暄啟蒙，後來又受李漁叔、吳萬谷的指導，所以七言律詩、七言絕句的作品最為突出。
陳文華則分為前後兩期，大體也贊同此一風格評論，並認為張夢機特別重詩詩意的錘鍊，也講究技巧的鍛鍊。  而李猷、王熙元則特別看重其長篇古體的作品，認為可見其才氣縱橫之處。
張夢機大學畢業之後，1967年獲得台北市聯吟大會第一名，1968年又獲台灣省全省聯吟大會銀牌獎，在台灣古典詩壇展露頭角，當年與張仁青拜訪詩人羅尚，自此結下深厚的情誼。。1979年以《師橘堂詩》獲中興文藝獎章，又以《西鄉詩稿》獲得中山文藝獎。
1975年張夢機與王熙元、羅尚、陳文華、尤信雄、陳滿銘、張子良等多人創立雲腴文社。1979年又與羅尚、汪中、黃永武、陳新雄等人一同創立停雲詩社。除創作之外，更指導許多後進研究詩詞、理論，擔任許多古典詩詞比賽評審，成為台灣最重要的古典詩人。除學院詩人之外，張夢機與台灣民間傳統詩社亦常往來，曾擔任瀛社顧問。
張氏對於台灣大學院校內學習古典詩的青年學子有相當深遠影響，1970年擔任台灣省立台北師範專科學校青鳥詩社指導老師，指導學生作詩。後來文化大學詩學研究所推動成立台北大專青年詩社，便由張夢機擔任社長，連年舉辦北部大專青年聯吟大會。中國古典文學研究會協辦中華民國大專青年聯吟大會，張夢機擔任理事長期間，多所助力，後來更多次擔任詞宗。近年來，台灣青壯輩的古典詩創作者在網路上成立網路古典詩詞雅集，與張夢機、羅尚來往十分密切，經常前往張氏居所請益拜訪，所出版詩集，亦由張夢機作序。
2006年至2007年間，張夢機與張大春共撰「兩張詩譚」專欄，於中時部落格與印刻文學雜誌發表。

## 師友交遊
張夢機個性豪俠幽默，交遊廣闊，深受同儕、學生喜愛。其早年與羅尚結識，為忘年之交。至於同輩學者，則與黃永武、蔡信發、王邦雄、曾昭旭、張仁青、張子良、沈謙、陳文華、蔡雄祥、顏崑陽、袁保新等人最為親近，情誼深厚，交為莫逆，時有詩作酬答相贈。
對於晚輩學者則多加提攜，與李瑞騰、蔡英俊、陳啟佑（渡也）、文幸福、李正治、王文進、簡錦松、簡恩定、初安民、龔鵬程等人，亦師亦友，往來密切。 晚年，網路古典詩詞雅集管理群經常前往拜訪請益，互動也不少。

## 著作
| | |
| - 《近體詩發凡》，臺灣中華書局，1970年 - 《三唐詩絜》，文景出版社，1973年 - 《思齋說詩》，華正書局，1977年 - 《唐宋詞選注》（與張子良選注），華正書局，1977年 - 《杜律指歸》，學海出版社，1979年 - 《古典詩的形式結構》，尚友出版，1981年；駱駝出版社，1997年 - 《詞律探源》，文史哲出版社，1981年 - 《鷗波詩話》，漢光文化，1984年 - 《讀杜新箋：律髓批杜詮評》，漢光文化，1986年 - 《唐宋詩髓》，明文書局，1986年；文海學術思想研究發展文教基金會再版，1997年 - 《詩詞曲賞析》，國立空中大學，1990年 - 《詩學論叢》，華正書局，1993年 - 《藥樓文稿》，文史哲出版社，1995年 - 《詞箋》，三民書局，1999年；二版，三民書局，2008年 - 《中國文學精華》，聯亞，1982年 - 《鏡頭中的詩境》，漢光文化，1983年 - 《中國古典文學賞析精選》叢書，時報出版，1992年 - 《古唐宋詩選》(一)，幼獅文化，1999年 - 《古唐宋詩選》(二)，幼獅文化，2000年 - 《中國古典詩詞賞析》叢書，成陽出版，2001年 - 《學生閱讀經典―樂府》，文匯出版社，2007年(簡體書) - 《學生閱讀經典―古體詩》，文匯出版社，2007年(簡體書) - 《學生閱讀經典―絕句》，文匯出版社，2007年(簡體書) - 《學生閱讀經典―律詩》，文匯出版社，2007年(簡體書) - 《學生閱讀經典―唐宋明清詞》，文匯出版社，2007年(簡體書) | - 《師橘堂詩》，華正書局，1979年 - 《西鄉詩稿》，學海出版社，1979年 - 《碧潭煙雨》，漢光文化，1993年 - 《藥樓詩稿》，自印，1993年。 - 《鯤天吟稿》，1999年，自印；華正書局，2008年 - 《鯤天外集》，自印，2001年 - 《夢機詩選》，自印，未署出版年月。 - 《夢機六十以後詩》，里仁書局，2004年 - 《夢機詩選》，宏文館圖書，2009年 - 《藥樓近詩》，印刻出版，2010年 |